# تمام مدل‌ها اشتباه هستند
تمام مدل‌ها اشتباه هستند یک کلام قصار است که در مطالب مرتبط با علم آمار استفاده می‌شود. کاربرد اولیهٔ این اصطلاح به جرج باکس نسبت داده می‌شود.
جرج باکس اولین بار در سال ۱۹۷۶ در مقاله‌ای در ژورنال جامعه آماری آمریکا این اصطلاح را به کار برد.
سپس‌تر در سال ۱۹۷۸ باکس مقاله‌ای را بر اساس یک کارگاه آموزشی منتشر کرد که در آن بخشی وجود داشت با عنوان «تمام مدل‌ها اشتباه هستند اما برخی‌شان مفید هستند».